# Torsten Fundin
Torsten Fundin, född 23 juli 1934, död 21 januari 2021 i Tranås, var yngre bror till speedwayvärldsmästaren Ove Fundin men ägnade sig själv åt motocross på elitnivå samt som framför allt målvakt i Tranås BoIS bandylag under dess storhetstid inom division 1 på 1950-60-talet, där han på sin tid var ”en av de stora”. Efter Fundins framgångsrika karriär som bandyspelare var han bandytränare för Motala respektive Nässjö IF men också hemma i Tranås.
Fundins föräldrar var körsnären eller som man alltid sade i pälsmetropolen, buntmakare Arvid Fundin och hemmafrun Ruth. Torsten Fundin valde själv samma yrkesbana och efter körsnärsskolan fick han mästarbrev och startade egen pälsaffär.